# Kajyngdy (miasto)
Kajyngdy (kirg.: Кайыңды) – miasto w północnym Kirgistanie, w obwodzie czujskim, ośrodek administracyjny rejonu Panfiłow. W 2009 roku liczyło 7,5 tys. mieszkańców.